# Engelhardtia
Engelhardtia – rodzaj roślin z rodziny orzechowatych (Juglandaceae). Zaliczanych jest do niego 13 gatunków. Zasięg rodzaju obejmuje południowo-wschodnią Azję od Pakistanu po wschodnie Chiny, Filipiny i Nową Gwineę.
Niektóre gatunki mają znaczenie ekonomiczne jako źródło drewna i tanin. Gatunek E. roxburghiana zawiera w korze dihydroflawonoid o potencjale antynowotworowym.

## Morfologia

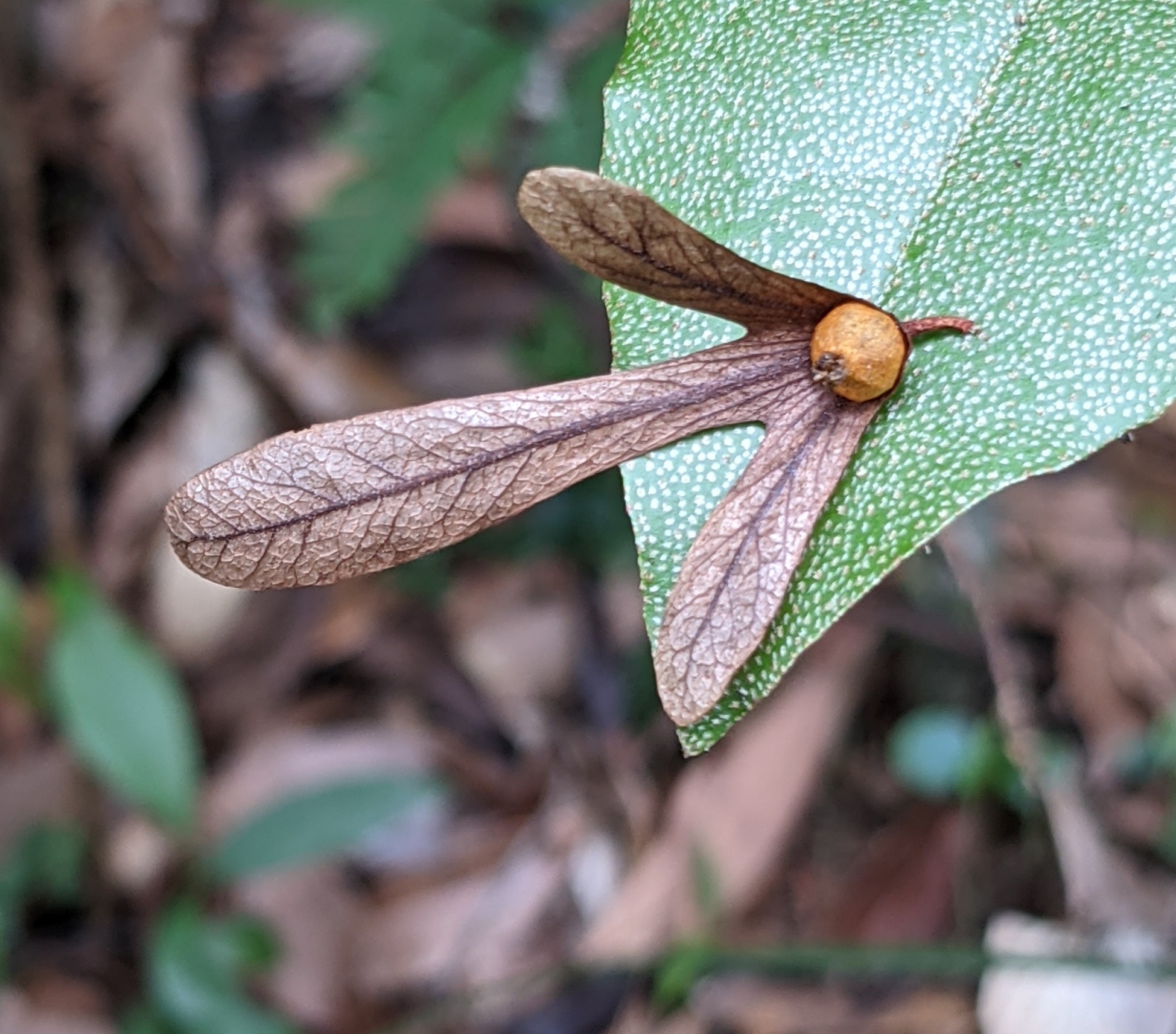
Owoc Engelhardia roxburghiana

PokrójZimozielone i sezonowo zrzucające liście drzewa o pąkach łuskowatych.
LiścieLiście skrętoległe, pierzastozłożone z 2–18 całobrzegich lub piłkowanych listków.
KwiatyJednopłciowe, zebrane w rozdzielnopłciowe kwiatostany – męskie w długie, zwisające kłosy, a żeńskie w pęczki po 3–6. Kwiaty męskie i żeńskie wsparte są trójdzielną przysadką i dwoma podkwiatkami. W kwiatach męskich rozwijają się 4 listki okwiatu i od 4 do 13 pręcików. Kwiaty żeńskie mają działki zrośnięte z dolną połową zalążni zwieńczoną czterodzielnym znamieniem.
OwoceDrobne orzeszki wsparte okazałymi trójdzielnymi przysadkami pełniącymi funkcję skrzydełka.

## Systematyka
Pozycja systematyczna
Rodzaj z rodziny orzechowate z rzędu bukowców. W obrębie rodziny należy do podrodziny Engelhardioideae.
Wykaz gatunków
- Engelhardia anminiana H.H.Meng
- Engelhardia apoensis Elmer ex Nagel
- Engelhardia borneensis H.H.Meng
- Engelhardia danumensis E.J.F.Campb.
- Engelhardia hainanensis P.Y.Chen
- Engelhardia kinabaluensis E.J.F.Campb.
- Engelhardia mendalomensis E.J.F.Campb.
- Engelhardia mersingensis E.J.F.Campb.
- Engelhardia mollis Hu
- Engelhardia rigida Blume
- Engelhardia roxburghiana Lindl.
- Engelhardia serrata Blume
- Engelhardia spicata Lechen ex Blume